# Superfast Ferries

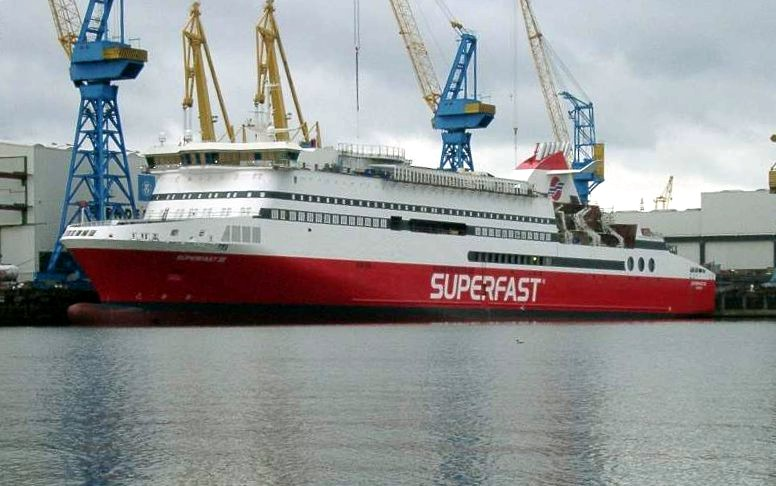
Superfast XI kurz vor Fertigstellung auf der Flender-Werft in Lübeck 2002

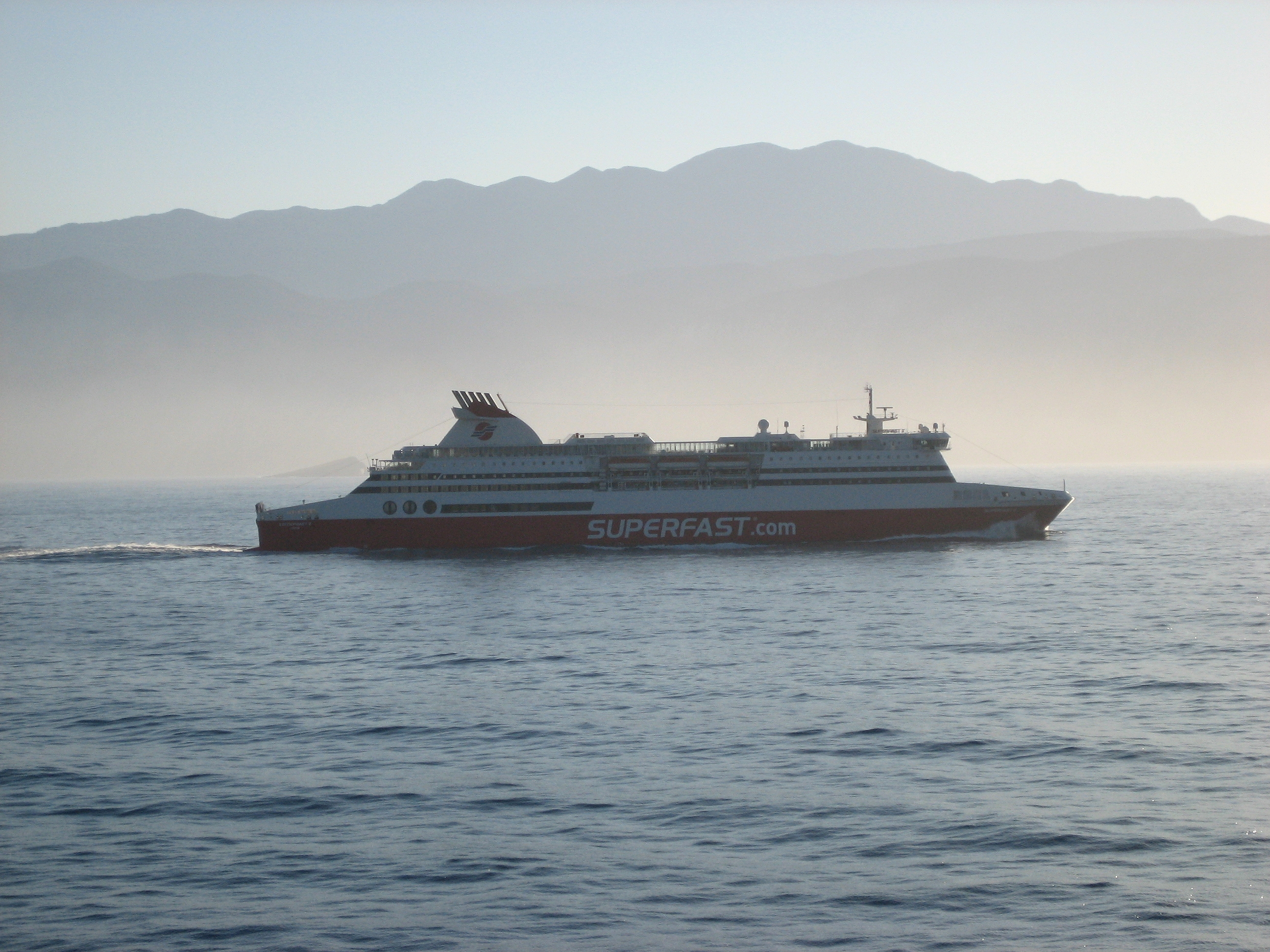
Superfast-Fähre mit den Bergen Westgriechenlands im Hintergrund

Superfast Ferries ist eine griechische Reederei und 100-prozentige Tochtergesellschaft der griechischen Attica Group. Sie verfügt über drei in Deutschland und Italien gebaute Schnellfähren.

## Geschichte
Der Konzern Attica Group wurde 1918 in Piräus, Griechenland gegründet und erhielt 2002 den Namen Attica Enterprises. Im Sommer 2004 änderte der Konzern seinen heutigen Namen in Attica Group S.A. Das Unternehmen ist seit 1924 an der Athener Börse notiert und hat seit dieser Zeit den Zusatz S.A. für eine Aktiengesellschaft nach griechischem Recht. Die Marke Blue Star Ferries (früher Strintzis Lines) gehört ebenso zu Attica wie die Africa Morocco Link und die Hellenic Seaways. Die Flotten sind Mitglied im internationalen Buchungs- und Vertriebsnetz der Premium Alliance. Kyriakos Mageiras ist Vorsitzender des Board of Directors des Konzerns.
Das Konzept von Superfast Ferries, mit Hilfe von RoPax-Fährschiffen den Fährverkehr zwischen Griechenland und Italien zu revolutionieren, wurde vom griechischen Unternehmer Perikles Panagopulos und dessen Sohn Alexander entwickelt. 1995, ein Jahr nach der Gründung, konnte mit den Schnellfähren Superfast I und Superfast II die Fahrzeit von Griechenland nach Italien um 40 % gesenkt werden (von 36 auf 20 Stunden), wobei neue Maßstäbe bei Sicherheit und Komfort erreicht wurden. 
Die Route von Bari nach Igoumenitsa und Patras wurde im Jahr 1998 eröffnet, auf der die Neubauschiffe Superfast III und Superfast IV eingesetzt werden. Die Superfast III geriet am 1. November 1999 circa 15 Seemeilen vor der westgriechischen Küste in Brand. Während alle 307 registrierten Passagiere gerettet wurden, starben 14 blinde Passagiere kurdischer Abstammung.
Bis 2001 wurden insgesamt zwölf Fährschiffe für Superfast Ferries gebaut. 2004 erhielt Superfast Ferries vom ADAC im Fähren-Testbericht östliches Mittelmeer die Auszeichnung sehr gut.
2008 erwarb Superfast zwei nicht fertiggestellte RoPax-Schiffe von der italienischen Gesellschaft Grandi Navi Veloci. Sie wurden von der italienischen Werft Nuovi Cantieri Apuania fertiggebaut und tragen die Namen Superfast I und Superfast II. Die neue Superfast I wurde am 6. Oktober 2008 ausgeliefert und absolvierte am 13. Oktober 2008 ihre Jungfernfahrt. Seither bedient sie die Route Bari–Igoumenitsa–Patras. Die neue Superfast II wurde am 6. Oktober 2009 in Dienst gestellt und bedient dieselbe Route wie ihr Schwesterschiff.
Ab 1. Juni 2011 kooperierte Superfast Ferries für zunächst drei Jahre auf den Linien Ancona–Igoumenitsa–Patras und Piräus–Heraklion mit ANEK Lines, um die Auslastung der Schiffe zu verbessern. 2019 verbanden Anek und Superfast die italienischen Häfen Ancona, Venedig und Bari mit den griechischen Häfen Patras, Igoumenitsa und Korfu sowie innerhalb Griechenlands die Häfen von Piräus mit Chania und Heraklion auf Kreta.
Anfang 2022 übernahm Superfast Ferries das von ANEK Lines gecharterte Schiff Asterion II, welches seitdem zwischen Patras, Igoumenitsa und Venedig im Einsatz ist.
2024 ging die ehemals Olympic Champion von ANEK Lines in den Besitz von Superfast Ferries über, wo sie unter dem Namen Superfast III und mit neuem, für Superfast Ferries üblichem, Farbkleid unterwegs ist.

## Flotte
- Superfast I (2008) (II)
- Superfast II (2009) (II)
- Superfast XI (2002)
- Ariadne (1996)
- Asterion II (1991)[6] (in Charter)
- Superfast III (2000)

## Strecken

### Adria
- Patras–Igoumenitsa–Ancona
- Patras–Igoumenitsa–Korfu–Ancona
- Patras–Igoumenitsa–Bari
- Patras–Igoumenitsa–Korfu–Bari
- Patras–Igoumenitsa–Venedig
- Patras–Igoumenitsa–Korfu–Venedig

In der Adria laufen die Superfast-Fähren die Häfen Ancona, Bari und Venedig sowie Patras, Igoumenitsa und, in der Hauptsaison, Korfu im Ionischen Meer an. Mit einer Reisegeschwindigkeit von maximal 31 Knoten ist zum Beispiel das griechische Patras vom italienischen Ancona aus in rund 20 Stunden erreicht.

## Ehemalige Strecken

### RoRo-Fähren
Am 10. Februar 2007 nahm das RoRo-Schiff Marin den Fracht-Fährverkehr zwischen Venedig und Patras auf.

### Ägäis
- Piräus–Heraklion

Seit März 2009 verkehrte Superfast Ferries täglich mit Superfast XII zwischen Piräus und Heraklion auf Kreta. Die Superfast XII fährt seit 2018 unter dem Namen Cruise Ausonia für die Grimaldi Group.

### Nordsee
- Zeebrugge–Rosyth (bei Edinburgh)

Das Schiff Superfast X wurde im August 2006 an Veolia Environnement verkauft. Die Route wurde seit dem 30. Januar 2007 von Blue Star 1, einem Passagierfährschiff der europaweit tätigen Attica Group betrieben. Diese Fährverbindung wurde Mitte September 2008 eingestellt und Blue Star I in das Mittelmeer verlegt. Seit 2009 hat Norfolkline die Route wieder aufgenommen.

### Ostsee
Ab 2001 verkehrten die Superfast VII und die Superfast VIII zwischen Rostock (Deutschland) und Hanko (Finnland). Der Erfolg der Finnlandroute war so groß, dass im November 2005 die Superfast IX aus der Nordsee abgezogen wurde und als drittes Finnlandschiff zum Einsatz kam. Anfang 2007 entschied sich die Reederei, nicht mehr Hanko, sondern den Westhafen Helsinki anzulaufen.
Das Konzept der Schiffe als „Verkehrsmittel statt Kreuzfahrt“ konnte sich jedoch mittelfristig auf der Ostseeroute nicht bewähren, der Wettbewerb um größere und komfortablere Schiffe ging weiter. Nach fünf erfolgreichen Betriebsjahren gab Superfast Ferries Ende März 2006 bekannt, dass die drei Schiffe der Ostseeroute, Superfast VII, Superfast VIII und Superfast IX, im April 2006 an die estnische AS Tallink Group verkauft werden. Die Ursache für den Verkauf der drei Ostseefähren war die kommende Konkurrenz durch Finnlines, die auf noch größere und damit marktgerechte Tonnage investiert hatte. Der neue Eigentümer behielt den Namen und das Erscheinungsbild der Fähren jedoch bei und zahlte dafür Lizenzgebühren.
Die Superfast IX wurde 2008 an die kanadische Reederei Marine Atlantic verchartert. Im Dezember 2009 gab Tallink bekannt, dass die Route ab Anfang 2010 bis auf Weiteres auf Grund eines planmäßigen Werftaufenthaltes ausgesetzt wird. Bis März 2010 wurden die Superfast VII und die Superfast VIII als Ersatzschiffe auf verschiedenen Ostseerouten eingesetzt. Im März 2010 wurde schließlich bekannt, dass Stena Line die Schiffe chartert. Der Passagierverkehr wurde auf der Ostsee reduziert, kleinere Schiffe kamen zum Einsatz.